# Crocifisso (Bergamo)
Il Crocifisso è opera lignea conservata presso la basilica di Santa Maria Maggiore di Bergamo risalente al XIV secolo, che pende dal soffitto tra la zona del transetto e quella presbiteriale.

## Storia e descrizione
Il crocefisso fu donato alla chiesa mariana da una certa donna Belfiore verso la metà di Trecento. Questa era vedova d'età avanzata e senza figli e aveva deciso di fare un pellegrinaggio a Roma. Prima di partire per questo lungo e non sicuro viaggio fece testamento lasciando il denaro necessario a far realizzare un crocifisso per la chiesa di Bergamo, quella a cui i cittadini erano più devoti. Il testamento è stato recuperato nell'archivio della Biblioteca civica Angelo Mai di Bergamo.
(Maria Teresa Brolis)
Gli archivi della Fondazione MIA non conservano la documentazione circa la commissione e l'esecuzione di questo manufatto, perché molte furono le opere e i crocefisso, che furono realizzate durante il Trecento, per la basilica di Santa Maria Maggiore.
Il crocefisso è sicuramente la prima importante opera che si nota guardando la parte presbiteriale della chiesa, anche se posto a una grande altezza, scendendo dal soffitto tra le due zone del transetto e del presbiterio.
 Il manufatto è di legno svuotato coperto da una tinta colore avorio con punti di rosso acceso che dovevano rappresentare il sangue rappreso del martirio. Per meglio accentuale l'effetto delle piaghe e dello spasimo, le braccia presentano inserti in cuoio che all'osservatore risultano essere parti di pelle che si staccano dalle membra. Il volto appare molto sofferente con la bocca aperta e la lingua pendente alla ricerca di un ultimo respiro nell'agonia, mentre i piedi sono tesi nello spasimo del dolore.
L'immagine riacquista dolcezza nella raffigurazione nel perizoma che cadendo dal corpo morbidamente forma tante pieghe dando all'opera un aspetto gotico. Il perizoma presenta una bordura azzurro e oro colori che riportano alla regalità dell'uomo e la sua sacralità. Il crocifisso non vuole esser quindi solo un manifesto di dolore, ma con questi colori diventa il trionfo della divinità del martire.
Il crocifisso presenta quindi un linguaggio d'espressionismo tedesco nelle linee dure e marcate del volto e delle membra, mentre un lingueggio d'espressionismo padano nel perizoma che dolcemente avvolte il corpo, in una osmosi che unisce e che indica la presenza di “marangoni” bergamaschi che incontrarono artisti tedeschi.
Il restauro del 1986 ha permesso una visione ravvicinata dell'opera, con la possibilità di coglierne ogni particolare non visibile dalla posizione originale, ma che nell'insieme dà all'osservatore l'immagine di un corpo gravemente martoriato.